# Walter Sauermilch (Politiker)
Walter Sauermilch (* 6. Februar 1935 in Bad Kreuznach; † 2. November 2022) war ein deutscher Architekt und Politiker. Er war der erste schleswig-holsteinische Bundestagsabgeordnete der Grünen.
Sauermilch, Sohn des Chemikers Walter Sauermilch, lebte als Architekt in Pinneberg, später in Tornesch. Er gehörte dem linken Flügel des Landesverbandes der schleswig-holsteinischen Grünen an und wurde am 6. März 1983 über die Landesliste in den 10. Bundestag gewählt. Er schied am 16. April 1985 im Rahmen der Rotation aus dem Parlament aus, sein Landeslisten-Nachrücker war der Sylter Heilpraktiker Gerd Peter Werner, der dem GLSH-Flügel des Landesverbandes angehörte.

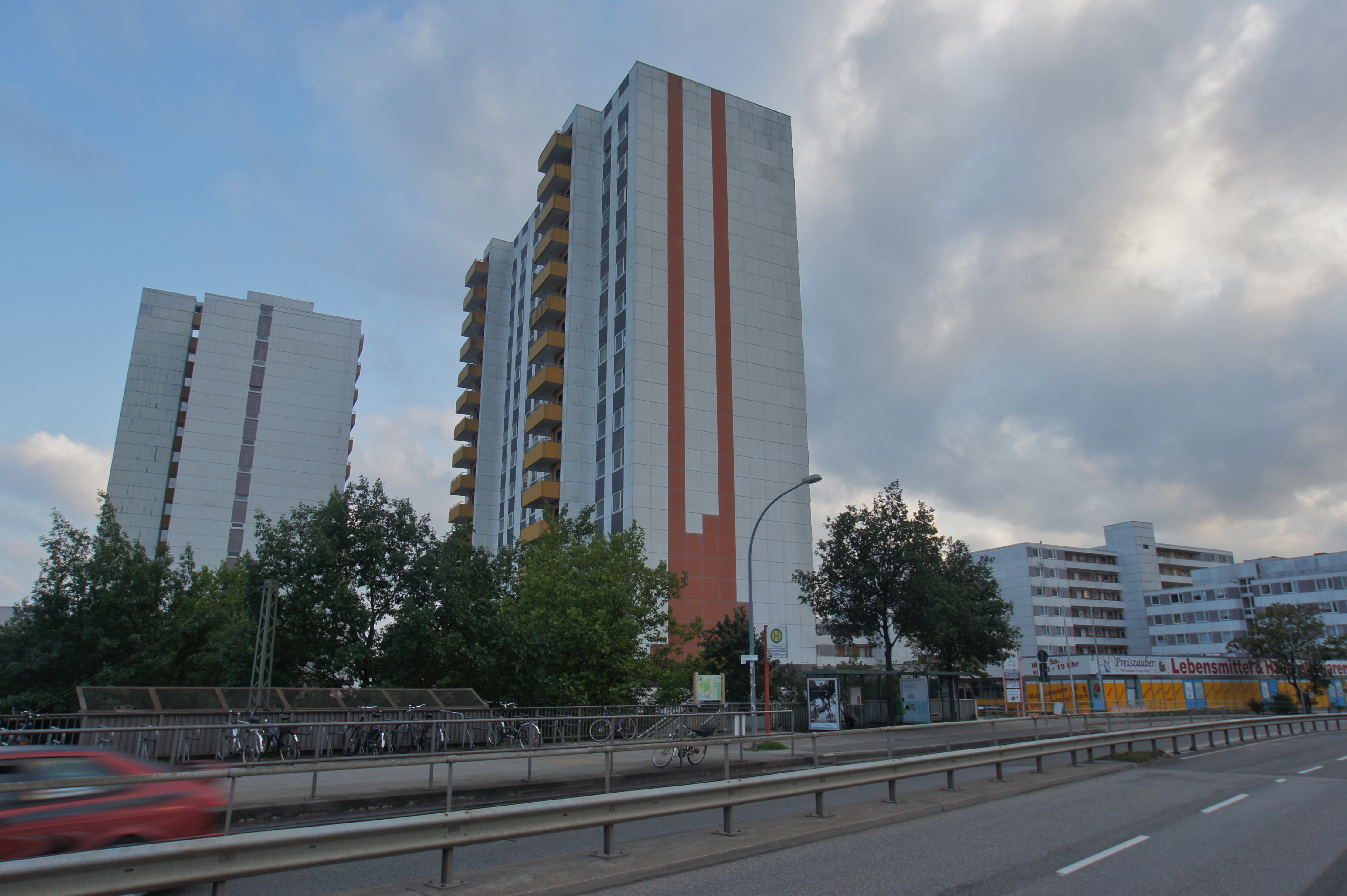
Hochhauskomplex in Thesdorf

Sauermilch ließ Mitte der 1970er Jahre im Zentrum von Thesdorf einen Hochhauskomplex mit dem höchsten Hochhaus Pinnebergs bauen. Seit den 1970er Jahren engagierte er sich gegen den Abriss historischer Häuser im Kreis Pinneberg und wohnte selbst in solchen Altbauten.